# 히라야마 아야
히라야마 아야(일본어: 平山 あや, 1984년 1월 13일~)는 일본의 여성 배우이다. 도치기현 나스시오바라 시에서 태어났으며, 소속사는 호리프로이다.

## 출연

### 드라마
- 파이팅 걸(2001년) - 요시다 후유미 역
- 로커의 하나코(2002년)
- 돌아온 로커의 하나코(2003년)
- 하루카 17(2005년) - 미야마에 하루카 역
- 워킹맨(2007년) - 나기사 마유 역
- 고쿠센 3(2008년) - 다카노 아오이 역
- 댄디 대디(2009년) - 고토 미와 역
- 스텝파더, 스텝(2012년)

### 영화
- 워터보이즈(2001년) - 기우치 시즈코 역
- 바람의 파이터(2004년) - 요코 역
- 음지와 양지에 핀다(2008년) - 미야코 역
- 고쿠센 더 무비(2009년) - 다카노 아오이 역
- 더 인사이트 밀: 7일간의 데스 게임(2010년)

### 뮤직 비디오
- 2004년: 도모토 쓰요시 〈ORIGINAL COLOR〉

## 음반 목록
- 어서와요 아따맘마 (来て来てあたしンち 깃테킷테아타신치[*], 2002년) 애니메이션 《아따맘마》 닫는 곡